# Kelly Curtis
Kelly Lee Curtis (Santa Monica, 17 giugno 1956) è un'attrice statunitense.

## Biografia
Nata in California, è figlia degli attori Tony Curtis e  Janet Leigh (separati nel 1962), e sorella maggiore dell'attrice Jamie Lee Curtis. La sua prima apparizione sul grande schermo è stata in giovane età, nel 1958, con i suoi genitori, nel film I vichinghi. Nel 1989 ha sposato il drammaturgo Scott Morfee. 
Nel 1991 è protagonista del film horror italiano La setta. In seguito fa parte del cast della serie televisiva Sentinel. Negli anni 2000 lavora come assistente nei film Quel pazzo venerdì (2003), Fuga dal Natale (2004) e Ancora tu! (2010). Nel 2019 è regista di Curling in Stanley, film che documenta un annuale evento di curling che si svolge in Idaho.

## Filmografia parziale

### Cinema
- I vichinghi (The Vikings), regia di Richard Fleischer (1958) - non accreditata
- Una poltrona per due (Trading Places), regia di John Landis (1983)
- Magic Sticks, regia di Peter Keglevic (1987)
- La setta, regia di Michele Soavi (1991)

### Televisione
- Un giustiziere a New York (The Equalizer) – serie TV, 2 episodi (1986-1988)
- Kojak: Ariana – film TV (1989)
- Due poliziotti a Palm Beach (Silk Stalkings) – serie TV, un episodio (1992)
- Star Trek: Deep Space Nine – serie TV, un episodio (1993)
- Sentinel – serie TV, 7 episodi (1996)
- Giudice Amy (Judging Amy) – serie TV, un episodio (1999)